# Perdita albomarginata
Perdita albomarginata är en biart som beskrevs av Timberlake 1980. Perdita albomarginata ingår i släktet Perdita och familjen grävbin. Inga underarter finns listade i Catalogue of Life.